# 噬色褶竺鯛
噬色褶竺鯛（學名：Phaeoptyx pigmentaria），又稱噬色褶天竺鯛，為輻鰭魚綱鈎頭魚目天竺鯛科褶竺鯛屬下的一個種，分布於西大西洋美國佛羅里達州與百慕達群島向南穿過墨西哥灣東北部與巴哈馬到巴西；東大西洋幾內亞灣、阿森松島海域，深度13至50公尺，本魚體呈橢圓形，體稍側扁，頭大、眼大、口大且斜裂，頜齒細小，鰓蓋骨後緣棘不發達，體被弱櫛鱗，體色淺棕色半透明，帶有銀色金屬光澤，全身布滿許多深色小斑點，尾柄處有一黑色斑塊，背鰭2個，尾鰭叉形，背鰭硬棘7枚、背鰭軟條9枚、臀鰭硬棘2枚、臀鰭軟條8枚，體長可達8公分，棲息在珊瑚礁區有碎石、空貝殼可躲藏處，夜間活動，屬肉食性，繁殖期時，雄魚具有口孵習性，卵約7日化成仔魚，由雄魚吐出，具短暫的仔魚飄浮期，生活習性不明。